# Iksookimia hugowolfeldi
Iksookimia hugowolfeldi és una espècie de peix de la família dels cobítids i de l'ordre dels cipriniformes.

## Morfologia
- Els mascles poden assolir 12 cm de llargària total.[4][5]

## Hàbitat
Viu en zones de clima temperat.

## Distribució geogràfica
Es troba al sud-oest de Corea.